# Paul Stockmann
Paul Stockmann, född 1602, död i Lützen 1636, var en psalmförfattare och präst representerad i den danska Psalmebog for Kirke og Hjem. Han är far till kyrkorådet Ernst Stockmann. Han var präst i Lützen.